# ثيودورياس (مقاطعة بيزنطية)
ثيودورياس (باللاتينيّة: Theodorias؛ باليونانيّة: Θεοδωριάς) هي إحدى مقاطعات الأبرشيّة المشرقيّة التابعة للإمبراطوريّة البيزنطيّة ابتداءً من عام 528، بعد أن انفصلت عن أرضٍ ساحليّة تابعة لمقاطعيّ سوريا الأولى وسوريا الثانية (الصحيحة)، واستمرت حتى القرن السابع.

## التاريخ
تأسست هذه المقاطعة في عام 528، حين أمر الإمبراطور الروماني جستينيان الأول باقتطاع أجزاء من أراضي مقاطعتيّ سوريا الأولى والثانية، وأن يتم تسميتها نسبةً إلى اسم زوجته ثيودورا. شملت المقاطعة على أراضٍ ساحليّة تقع اليوم أقصى غرب سوريا الحاليّة، كما كانت لوديسيا (اللاذقيّة) عاصمةً لها. ضمّت المقاطعة مدن جابلا (جبلة)، بالانيا (بانياس)، وبالطس (شمال طرطوس). كنسيًا، احتفظت هذه المدن بالولاء السابق لأسقفيّات سوريا الأولى والثانيّة في أنطاكيا وأفاميا.
قام الساسانيون بالاستيلاء عليها لفترة وجيزة في عام 602، إلاّ أن البيزنطيين استعادوها في عام 628 لفترة وجيزة أيضًا بسبب الفتح الإسلامي للشام في ثلاثينيّات القرن السابع، بعد معركة اليرموك عام 636. أصبحت أراضي هذه المقاطعة بعد ذلك جزءًا من جندين تابعين للخلافة الراشدة: جند قنسرين، وجند حمص.